# Jamal Blackman
Jamal Clint-Ross Blackman bedre kendt som Jamal Blackman (f. 27. oktober, 1993) er en engelsk fodboldspiller, som spiller som målmand for den amerikanske Major League Soccer klub Los Angeles FC.
Han kom til klubben fra Chelsea i sommeren 2021, hvor han havde haft kontrakt siden 2012 uden dog at opnå kampe for Chelseas førstehold. Han har tidligere repræsenteret det engelske U/19 landshold.
Blackman udviklede sig gennem Chelsea-akademiet som ung og underskrev en professionel kontrakt med klubben i 2012. Han registrerede aldrig et førsteholds optræden for Chelsea, trods dette var han en del af UEFA Champions League finalen 2012 -vindertruppen i 2012.
Blackman blev sendt på flere låneophold i sin Chelsea tid, Middlesbrough, Östersund, Wycombe Wanderers, Sheffield United, Leeds United, Vitesse, Bristol Rovers og Rotherham United inden hans kontrakt udløb i juni 2021.
Den 13. september sluttede han sig til den amerikanske Major League Soccer-klub Los Angeles FC.